# Аймельдинген
Аймельдинген (нем. Eimeldingen) — община в Германии, в земле Баден-Вюртемберг.
Подчиняется административному округу Фрайбург. Входит в состав района Лёррах.  Население составляет 2439 человек (на 31 декабря 2010 года). Занимает площадь 3,55 км².